# Aristofane di Bisanzio
Aristofane di Bisanzio (in greco antico: Ἀριστοφάνης ὁ Βυζάντιος?, Aristophánēs ho Byzántios; Bisanzio, 257 a.C. circa – Alessandria d'Egitto, 180 a.C. circa) è stato un filologo e grammatico greco antico, quarto bibliotecario della Biblioteca di Alessandria.

## Biografia
Figlio di Apelle, un ufficiale tolemaico, Aristofane visse probabilmente tra il 257 a.C. e il 180 a.C., ad Alessandria e, secondo le fonti, fu allievo di Callimaco.
Secondo un aneddoto raccontato da Vitruvio, Aristofane, per la sua enorme conoscenza letteraria, fu nominato giudice, insieme ad altri sei, in un concorso di poesia bandito da Tolomeo IV Filopatore ad Alessandria per onorare Apollo e le Muse. Dopo la gara, sei giudici riconobbero vincitore il poeta che era piaciuto di più al pubblico, mentre Aristofane riconobbe vincitore quello che era piaciuto di meno, perché secondo lui era l'unico che poteva essere definito poeta, visto che gli altri concorrenti avevano rubato versi da altre poesie. Visto che sia il re sia i giudici erano nel dubbio, Aristofane riuscì, dopo aver cercato in numerosi volumi, a trovare i versi originali e a verificare la sua osservazione; così quei sei poeti furono accusati di furto e condannati da Tolomeo in persona.
Fu nominato, da Tolomeo IV Filopatore, Direttore della Biblioteca di Alessandria, dopo Eratostene, all'incirca a 62 anni.

Secondo la Suda, sospettato di voler passare a lavorare con Eumene II di Pergamo, fu incarcerato e, liberato, morì in seguito a complicazioni all'età di 77 anni.

## Opere
Delle sue numerose opere sono rimasti circa 400 frammenti, spesso non testuali, la maggior parte nelle raccolte di scolii, dalle quali si apprende che avrebbe curato edizioni critiche di Omero, Esiodo, i lirici (incluso Pindaro), i tre tragici maggiori.
In queste edizioni, Aristofane introdusse elementi divenuti poi canonici: fu, ad esempio, nota la sua ipotesi che fissava la fine dell'Odissea a XXIII, 296 e, inoltre, utilizzò vari segni diacritici, come T = κεραύνιον =keraunion, per indicare i versi atetizzati (ritenuti spuri); C (σίγμα) e כ (ἀντὶ σίγμα) = sigma e anti sigma, per indicare due versi consecutivi di identico contenuto e pertanto intercambiabili; * (ἀστερίσκος)= asteriskos, per contrassegnare un verso erroneamente ripetuto in un altro luogo del poema.
Per quanto riguarda la lirica, suddivise i testi lirici - anche nei cori tragici - non in versi ininterrotti, come prosa, ma in κῶλα metrici. Pubblicò la prima edizione completa di Pindaro, in diciassette libri, come prova la presenza di tre sue varianti nelle note marginali del papiro dei Peani (>εν δε).
Inoltre, esempio della sua edizione critica dei tragici è la presenza, nei manoscritti, delle sue introduzioni (hypotheseis) ad alcune tragedie di Euripide, Sofocle ed Eschilo.
Infine, Aristofane avrebbe studiato anche autori di prosa, riunendo i dialoghi di Platone in cinque trilogie: 
1. Repubblica, Timeo, Crizia;
2. Sofista, Politico, Cratilo;
3. Leggi, Minosse, Epinomide;
4. Teeteto, Eutifrone, Apologia;
5. Epistole, Critone, Fedone.

Questa è la più antica menzione delle lettere di Platone e ciò permette di fissare un terminus post quem per la raccolta.
Ulteriori opere perdute erano di carattere prosopografico, come il Sui personaggi (Περὶ προσώπων), o comparativo-filologico, come i Brani paralleli di Menandro e di coloro da cui attinse (Παράλληλοι Μενάνδρου τε καὶ ἀφ'ὧν ἔκλεψεν ἐκλογαί); lessicografico, come le Glosse (Γλῶσσαι), i Proverbi o un trattato Sui Pinakes di Callimaco; grammaticale, come il Sull'analogia (Περὶ ἀναλογίας), o di epitomatore, come una sintesi del Sugli animali (Περὶ ζῴων) di Aristotele.